# فهرست ابزارهای ارزیابی امنیت
این فهرستی از نرم‌افزارهای موجود و ابزارهای سخت‌افزاری است که به‌طور خاص برای انواع مختلف ارزیابی امنیتی و آزمایش امنیت طراحی شده‌اند.

## سیستم عامل‌ها و مجموعه ابزارها
چندین سیستم عامل و مجموعه‌ای از ابزارها، بسته‌ای از ابزارهای مفید برای انواع مختلف ارزیابی امنیتی را فراهم می‌آورند.

### توزیع‌های سیستم عامل
- کالی لینوکس (بک‌ترک سابق)، یک توزیع لینوکس متمرکز بر تست نفوذ مبتنی بر دبیان
- پنتو یک توزیع لینوکس متمرکز بر تست نفوذ مبتنی بر جنتو
- سیستم‌عامل پارروت، یک توزیع لینوکس که بر آزمایش نفوذ، پزشکی قانونی و ناشناس بودن آنلاین متمرکز شده‌است.

## ابزارها
| ابزار           | فروشنده                         | نوع             | مجوز                          | وظایف                                          | وضعیت تجاری                                                                                       |
| --------------- | ------------------------------- | --------------- | ----------------------------- | ---------------------------------------------- | ------------------------------------------------------------------------------------------------- |
| Aircrack-ng     |                                 |                 | GPL                           | بویشگر و تزریق بسته؛ بازیابی کلید رمزگذاری WEP | رایگان                                                                                            |
| متاسپلویت       | Rapid7                          | برنامه، چارچوب  | EULA                          | اسکن آسیب‌پذیری، توسعه آسیب‌پذیری                | نسخه‌های متعدد با شرایط مختلف مجوز، از جمله یک نسخه رایگان.                                        |
| نسوس (نرم‌افزار) | Tenable, Inc.                   |                 | مالکیتی GPL (۲٫۲٫۱۱ و بالاتر) | اسکنر آسیب‌پذیری                                |                                                                                                   |
| ان‌مپ            |                                 | برنامه خط فرمان | GPL v2                        | امنیت رایانه، مدیریت شبکه                      | رایگان                                                                                            |
| اوپن واس        |                                 |                 | GPL                           |                                                |                                                                                                   |
| وب اسکنر نیکتو  |                                 |                 | GPL                           |                                                |                                                                                                   |
| Sqlmap          |                                 |                 |                               |                                                |                                                                                                   |
| وایرشارک        | Riverbed Technology (حامی مالی) | برنامه رومیزی   | GPL2                          | بویش شبکه، تجزیه و تحلیل ترافیک                | رایگان. همچنین پشتیبانی از فروشنده محدود، ابزار حرفه ای و سخت‌افزار را با پرداخت هزینه ارائه می‌دهد |